# Ștefănești (Suseni), Argeș
Ștefănești este un sat în comuna Suseni din județul Argeș, Muntenia, România.